# 변광회전
변광회전(變光回轉, 영어: mutarotation)은 해당하는 입체 중심이 상호전환될 때 두 아노머 간의 평형이 바뀌기 때문에 생기는 광학 활성의 변화이다. 고리형 당은 α-아노머와 β-아노머의 상호전환으로 변광회전이 일어난다. 수용액에서의 광학 활성은 각 아노머의 광학 활성 및 수용액 내에서의 각 아노머의 비율에 따라 결정된다.
변광회전은 1846년에 프랑스의 화학자 오귀스탱 피에르 뒤브룅포에 의해 발견되었다. 그는 당이 녹아 있는 수용액의 고유 광회전도가 시간에 따라 변한다는 것을 발견했다.

## 측정
α-아노머와 β-아노머는 서로 부분입체 이성질체이고, 일반적으로 다른 고유 광회전도를 갖는다. 순수한 α-아노머의 수용액이나 액체 시료는 순수한 β-아노머와 서로 반대 방향으로 평면 편광을 회전시킬 수 있다. 수용액에서의 광학 활성은 각 아노머의 광학 활성 및 수용액 내에서의 각 아노머의 비율에 따라 결정된다.
예를 들어 β-D-글루코피라노스 수용액에서의 고유 광학 활성은 +18.7이다. 시간이 지남에 따라 β-D-글루코피라노스의 일부가 +112.2의 광학 활성을 가지는 α-D-글루코피라노스가 되는 변광회전이 일어난다. 따라서 수용액의 광학 활성은 β-형태의 일부가 α-형태로 변환되기 때문에 +18.7에서 +52.5의 평형값으로 증가한다. 평형 혼합물은 푸라노스 및 사슬형과 같은 다른 형태를 포함하지만 대략적으로 64%의 β-D-글루코피라노스와 36%의 α-D-글루코피라노스로 구성된다. 다소 논쟁의 여지가 있지만 α-아노머는 주된 형태 이성질체이며, 이것은 n-σ* 하이퍼컨주게이션에 의해 제공되는 안정화 에너지를 가지게 되는 아노머 효과 때문이다.
|  |

관찰된 시료의 광학 활성은 존재하는 각각의 아노머의 양을 가중한 각 아노머의 광학 활성의 합이다. 따라서 각각의 순수 아노머에 대한 광학 활성을 안다면, 편광계를 사용하여 시료의 광학 활성을 측정한 다음, 두 가지 아노머의 비율을 계산할 수 있다. 광학 활성과 그 변화 양상을 관찰함으로써 시간 경과에 따른 변광 회전의 과정을 지켜보거나 평형 혼합물을 결정할 수 있다.

## 반응 메커니즘
|  |

## 같이 보기
- 탄수화물
- 단당류
- 다당류
- 아노머
- 입체화학